# Bajram Curri, Albania
Bajram Curri este un oraș situat în nordul Albaniei, la poalele Alpilor Albanezi, nu departe de granița cu Kosovo, pe râul Valbona. Localitatea își trage numele de la Bajram Curri, erou național al Albaniei din secolul XX. Este reședința districtului Tropojë.